# Nienhagen (Landkreis Celle)
Nienhagen ist eine Gemeinde in der Samtgemeinde Wathlingen im Landkreis Celle in Niedersachsen. Die Gemeinde hat gegenwärtig 6.279 Einwohner und erstreckt sich auf einer Fläche von 17,57 km². Der Ort wird von der Burgdorfer Aue mit dem Abschnitt der Alten Aue durchflossen.

## Geschichte
Zusammen mit ihrem Gemahl hatte Herzogin Agnes von Landsberg († 1266) südlich des Ortes in den Wäldern an der Aue, einem Nebenfluss der Fuhse, 1227 ein Zisterzienserinnenkloster gestiftet. Als die Mückenplage in den sumpfreichen Waldungen der Aueniederungen den Nonnen den Aufenthalt in dem Kloster unmöglich machte, verlegte sie dieses 1231 nach Wienhausen an der Aller. Die Nonnen aber nahm sie für ein halbes Jahr bis zur Fertigstellung des neuen Klosterbaues bei sich auf der Burg auf.
Im Sinne der kolonisatorischen Bestrebungen des Zisterzienserordens gab die Herzogin den bei der verlassenen Klosterstätte gelegenen Wald Siedlern zum Anbau frei und gründete so das Dorf Nienhagen.
Eine Freiwillige Feuerwehr wurde 1933 gegründet.
Zur Gemeinde Nienhagen gehört der Ortsteil Nienhorst. 
Im Ortsteil Papenhorst fanden mindestens 30 Kinder von Zwangsarbeiterinnen zwischen September 1944 und Kriegsende im Kinderlager Papenhorst den Tod. Für 22 der Opfer gibt es eine Gedenkstätte auf dem Nienhäger Friedhof.
In der jüngeren Vergangenheit kam Nienhagen durch ergiebige Erdölvorkommen zu Wohlstand.
Seit 1985 besteht in Nienhagen ein Heimatverein, der Ausstellungen und Wanderungen organisiert und eigene Publikationen herausgibt.

### Erdöl
1889 wurde erstmals Erdöl im Gemeindegebiet durch Tiefbohrungen entdeckt. Ende der 1920er Jahre gründete der Bohrpionier Anton Raky aus Salzgitter die Gewerkschaft Nienhagen. 1931 verkaufte er den größten Teil seiner Firma an die Wintershall. Es entstand das Raky-Wintershall-Konsortium. Am 15. Februar 1935 übernahm Wintershall von Raky die restlichen Anteile seiner Gewerkschaft. Das Unternehmen nannte sich nun Wintershall AG Erdölwerke Nienhagen.

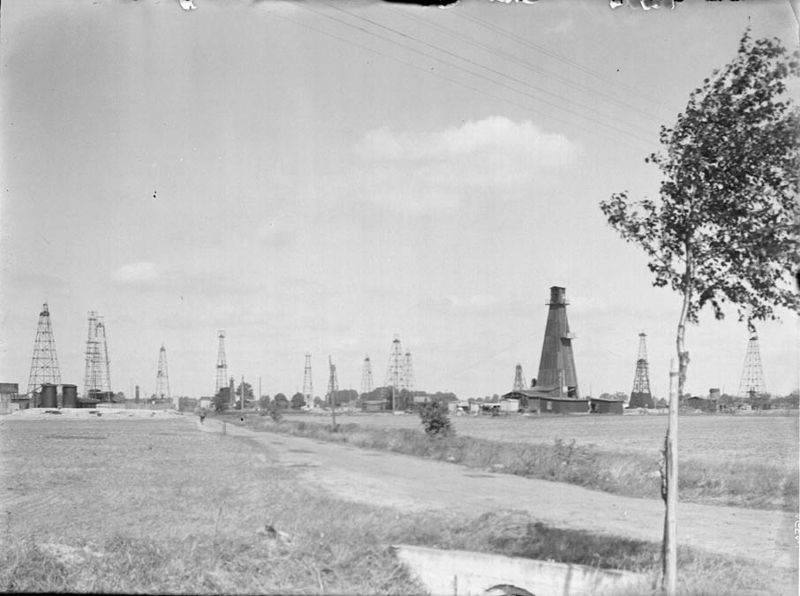
„Feld mit Erdölbohrtürmen bei Nienhagen“;
Foto vom August 1934 von Wilhelm Pietzsch und Friedrich Hamm

Raky hatte seit 1930 verschiedene erfolgreiche Bohrungen angesetzt, teils im Überflutungsgebiet der Aue. Das Material zur Errichtung des Bohrturmes Aue 1 musste mit einem Floß über die angestaue Aue geschafft werden. Die Bohrung Aue 1 war 1931 mit einer Teufe von 1322 m die tiefste Bohrung Deutschlands und förderte von 1932 bis 1937 Erdöl. Das  erschlossene Ölfeld bei Nienhagen war sehr ergiebig. Bereits im ersten Jahr wurden 2324 t gefördert. Die Bohrung N (Nienhagen) 14 förderte von 1933 bis zu ihrer Verfüllung 1993 101.585 t Erdöl, überwiegend im Tiefpumpenbetrieb.
Bei Bohrung N 22 an der Langerbeinstraße brach am 29. September 1934 das bislang größte Ölfeuer in Deutschland aus, die Flammen sollen bis zu 50 m hoch gewesen sein. Zahlreiche Arbeiter wurden schwerverletzt, sechs verunglückten tödlich.
Als weiteres Erdölunternehmen betätigte sich die Gewerkschaft Elwerath.
In Nienhagen fanden über 1000 Bohrungen nach Erdöl statt, mehr als 300 Fördertürme waren aufgebaut. Noch heute wird Erdöl gefördert.

### Betriebsgelände Wintershall AG
Anton Raky mietete 1930 im Schloss und Rittergut des Barons von Campe einige Büroräume an. Später kaufte er das Gebäude und umliegende Gelände für seinen Betrieb. 1935 übernahm die Wintershall den Komplex.
Im Zweiten Weltkrieg war der Betrieb mehrmals Ziel von Luftangriffen; 1940 wurde einer der beiden Nienhagener 15.000 Kubikmeter Erdöltanks zerstört, und am 8. April 1945 wurde das Schloss stark beschädigt und deshalb später abgerissen. Die Wintershall unterhielt nach dem Krieg weiterhin ihr Betriebsgelände in Nienhagen.
Heute befinden sich hier der Herzogin-Agnes-Platz und eine Seniorenresidenz.

## Politik

### Gemeinderat
Der Rat der Gemeinde Nienhagen setzt sich aus 19 Ratsfrauen und Ratsherren zusammen. Die Ratsmitglieder werden durch eine Kommunalwahl für jeweils fünf Jahre gewählt.
Bei der Kommunalwahl 2021 ergab sich folgende Sitzverteilung:
| Sitzverteilung ab 2021 im Rat der Gemeinde NienhagenInsgesamt 19 Sitze - SPD: 9 - Grüne: 1 - BL-WB: 1 - UWG: 2 - FDP: 1 - CDU: 5 |

Die letzten Kommunalwahlen ergaben die folgenden Sitzverteilungen:
| Wahljahr | SPD | CDU | UWG | Grüne | FDP | BL-WB 2 | ACD 1 | Gesamt   |
| -------- | --- | --- | --- | ----- | --- | ------- | ----- | -------- |
| 2021     | 9   | 5   | 2   | 1     | 1   | 1       | -     | 19 Sitze |
| 2016     | 7   | 5   | 4   | 1     | 2   | -       | -     | 19 Sitze |
| 2011     | 7   | 3   | 2   | 2     | 0   | 5       | -     | 19 Sitze |
| 2010     | 6   | 9   | 1   | 0     | 1   | -       | 2     | 19 Sitze |
| 2006     | 6   | 11  | 1   | 0     | 1   | -       | 0     | 19 Sitze |
| 2001     | 5   | 12  | 2   | 0     | 0   | -       | 0     | 19 Sitze |

### Bürgermeister
Bürgermeister ist zurzeit Jörg Makel (SPD).

### Wappen
| Wappen von Nienhagen | Blasonierung: „In Grün ein goldenes Schildhaupt, darin ein roter Hachmeisterstab, darunter ein goldener Fischschwanzmeißel.“ |
| Wappen von Nienhagen | |

 Dieser Meißel wurde beim Erdölbohren verwendet.

### Gemeindepartnerschaften
- Seneley Green (Dorf im Verwaltungsbezirk von St Helens (Merseyside)) (Vereinigtes Königreich) seit 1982
- Nienhagen (Mecklenburg-Vorpommern) seit 1991
- Nienhagen (Sachsen-Anhalt) seit 1994
- Zistersdorf (Österreich) seit 2007. Auch dort hatte Anton Raky erfolgreich nach Erdöl gebohrt.

## Religion
Die Kirchengemeinde Nienhagen ist Teil des evangelisch-lutherischen Kirchenkreises Celle.
Eine seltene Architektur weist auch der vom Kirchenschiff getrennte Kirchturm der evangelischen St.-Laurentius-Kirche auf.
Die Christen, die der römisch-katholischen Kirche angehören, sind Teil des Bistums Hildesheim.
Die katholische St.-Marien-Kirche wurde 1961 nach Plänen von Josef Fehlig errichtet (Klosterhof 28) und gehört heute zur Pfarrgemeinde St. Ludwig in Celle.

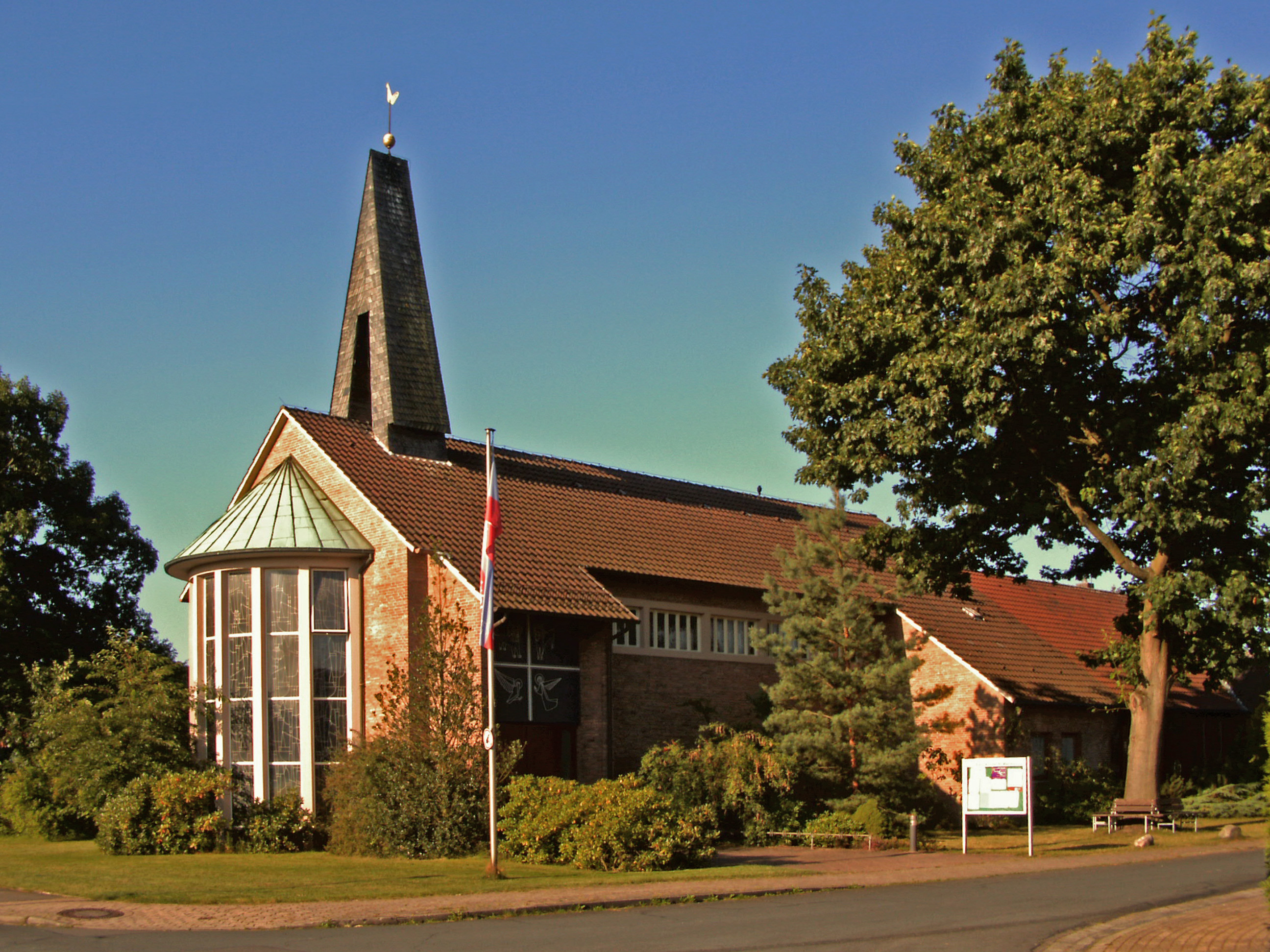
St.-Marien-Kirche in Nienhagen
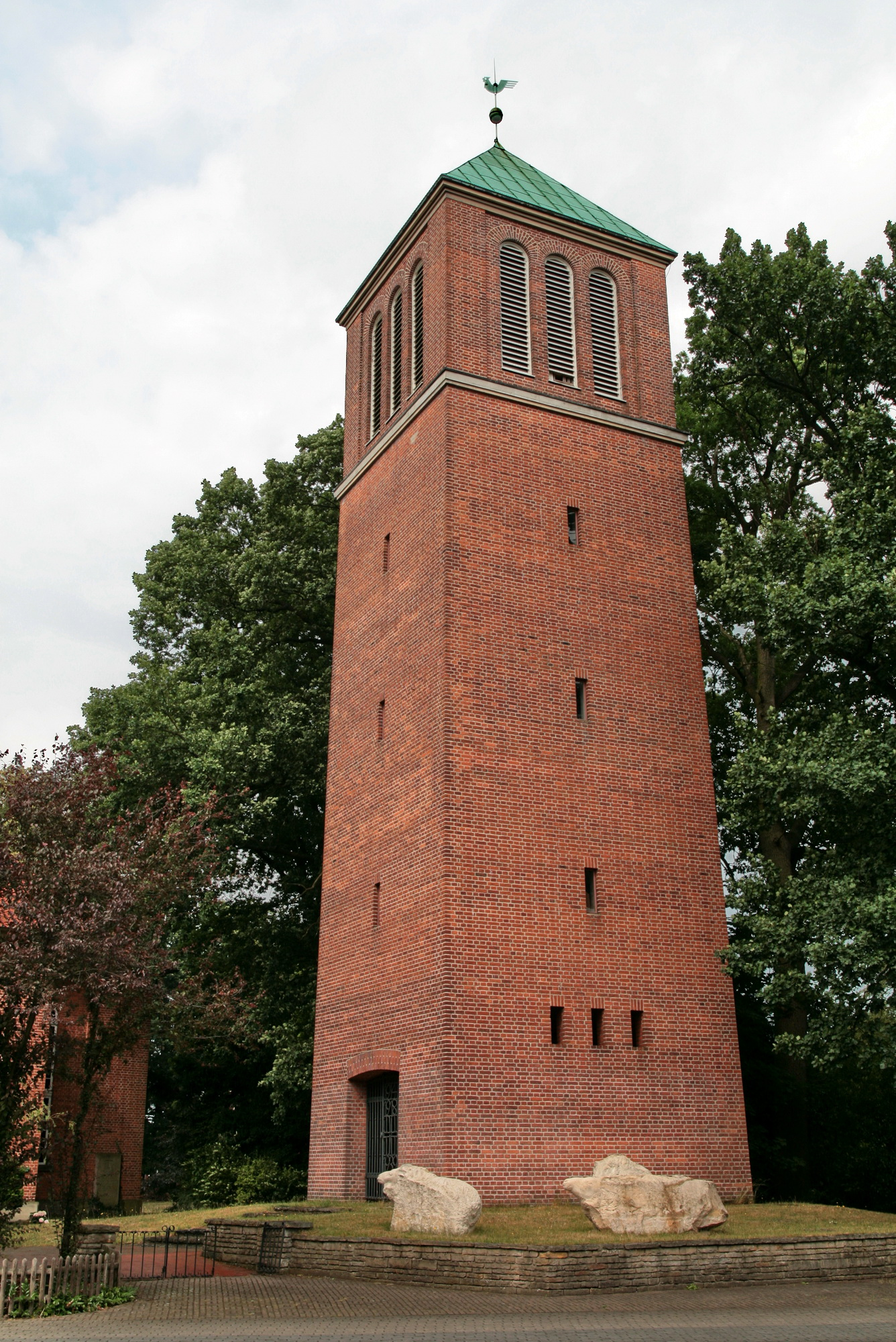
Turm der St.-Laurentius-Kirche

## Kultur und Sehenswürdigkeiten

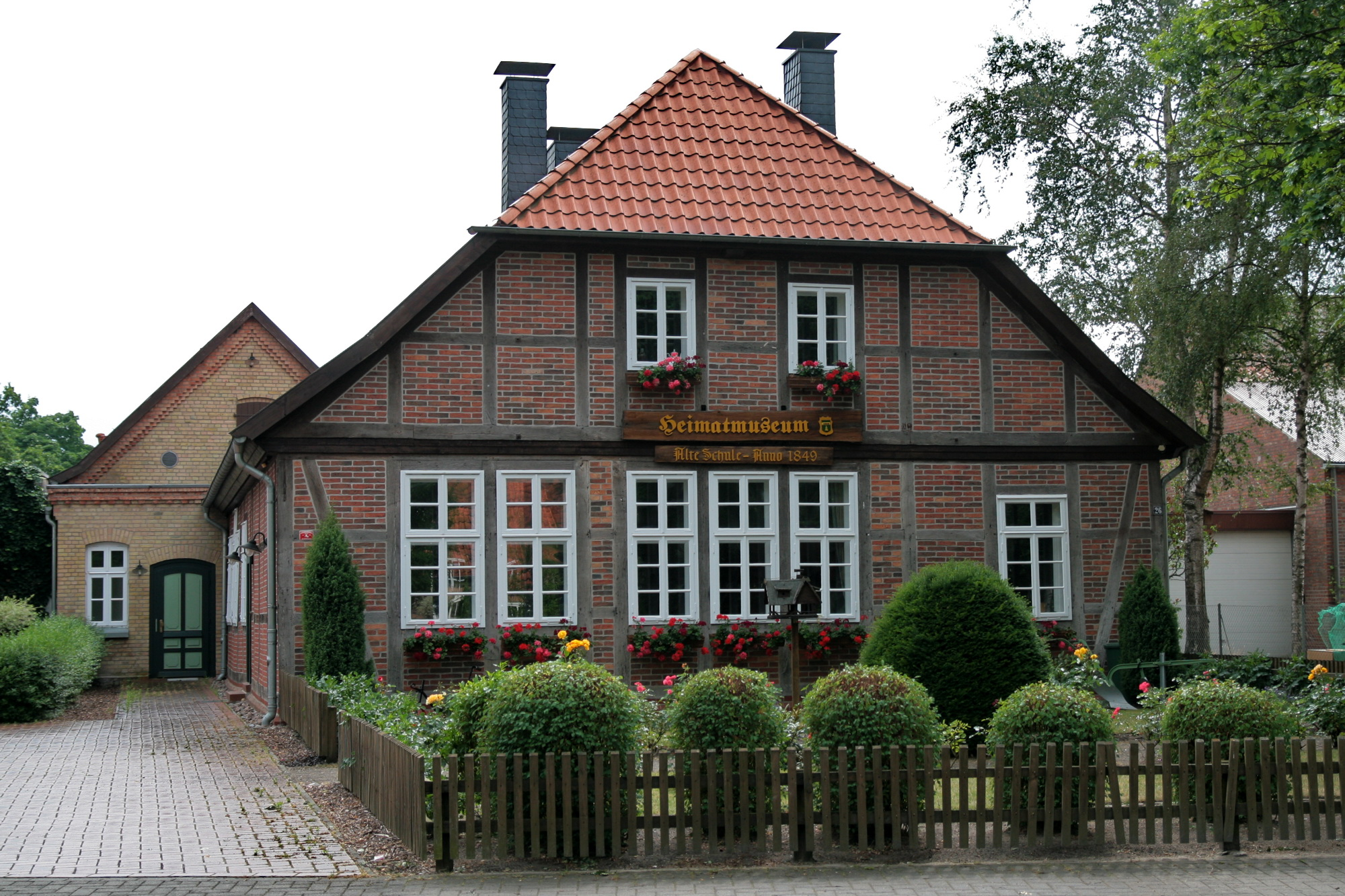
Heimatmuseum in Nienhagen

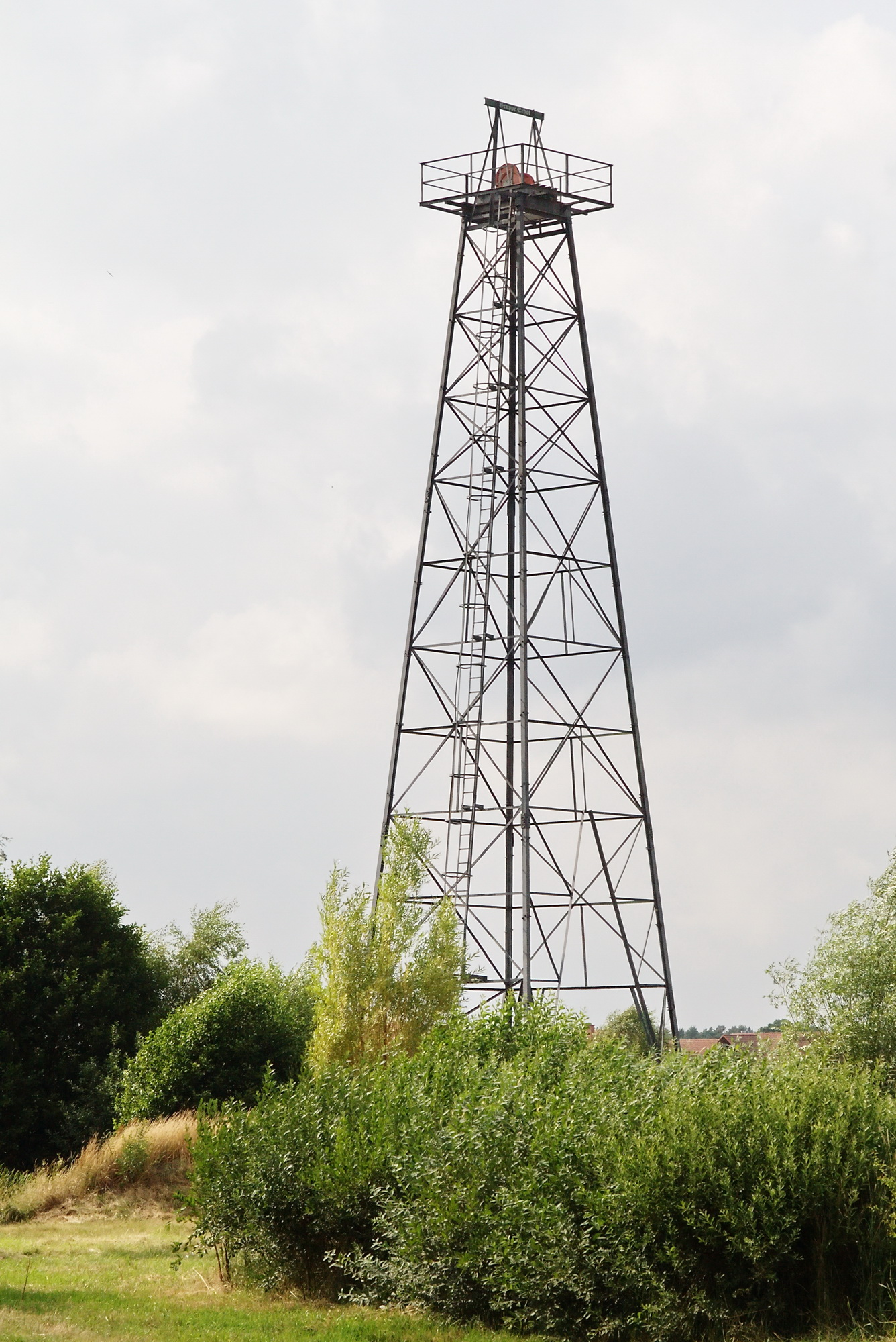
Ehemaliger Erdölbohrturm in Nienhagen

### Museen
Das Heimatmuseum Nienhagen befindet sich in der 1849 errichteten ehemaligen Dorfschule. Im Museum befindet sich ein Erdölzimmer.

### Bauten
- Sehenswert ist der 27 m hohe Erdöl-Förderturm mit Pumpenbock und Gleiswinde, der von der Gemeinde in einem Park an der Aue neu aufgestellt wurde, etwa 50 m nördlich der historischen Bohrung Aue 1.

### Kultur
Unter dem Namen NI-KU (Nienhagen Kultur) finden seit Anfang 2012 in Nienhagen regelmäßig Veranstaltungen aus den Bereichen Kunst, Unterhaltung und Edutainment statt.

### Sport
Am 1. August 1928 wurde der „Sportverein Nienhagen“ gegründet. Das Vereinsziel wurde mit „allgemeiner Leibesertüchtigung“ umschrieben. Die Gemeinde hat eine Sportanlage. Zudem gibt es ein Hallenbad im Ort und in Papenhorst ein Freibad. Mehrere Sportarten werden vom SV Nienhagen angeboten, der mit Svenja Schlicht auch eine mehrfache deutsche Meisterin und zweimalige Olympiateilnehmerin im Schwimmen (1984 und 1988) hervorbrachte. Die gleichaltrige Bettina Papenburg wurde 1987 ebenfalls deutsche Meisterin im Schwimmen. Die Bogensparte des Schützenvereins nimmt an Feldbogen- und 3D-Turnieren teil und veranstaltet jeden März ein Clout-Schießen.
2021 bewarb sich die Gemeinde als Host Town für die Gestaltung eines viertägigen Programms für eine internationale Delegation der Special Olympics World Summer Games 2023 in Berlin. 2022 wurde sie als Gastgeberin für Special Olympics Nigeria ausgewählt. Damit wurde sie Teil des größten kommunalen Inklusionsprojekts in der Geschichte der Bundesrepublik mit mehr als 200 Host Towns.

### Baudenkmäler
- Liste der Baudenkmale in Nienhagen (Landkreis Celle)

## Verkehr
- Bahnhof Nienhagen (Kr Celle) an der stillgelegten Bahnstrecke Celle–Braunschweig

## Persönlichkeiten

### Persönlichkeiten, die im Ort gewirkt haben
- Georg Wilhelm Friedrich Beneken (1765–1824), Prediger und Pastor in Nienhagen 1803–1818
- Wilhelm von Jonquières (1857–1931), Jurist und Ministerialbeamter
- Marta Astfalck-Vietz (1901–1994), Fotografin und Künstlerin. Sie verbrachte die letzten 24 Jahre ihres Lebens in Nienhagen.[16]